# Антон Шоурек
Антон Вацлав Шоурек (на чешки: Anton Wenzel Šourek) е чешки математик. Професор в Софийския университет (1893), дописен член на Кралското чешко общество на науките (1911), почетен член на Чешкото дружество на математиците и физиците (1912).

## Биография
Роден е на 3 юли 1857 г. в Писек, днешна Чехия . Завършва Политехниката и Карловия университет в Прага през 1880 г. Извънреден преподавател по математика във Висшето училище в София от 1 октомври 1890 г., редовен преподавател, впоследствие и редовен професор в Университета от 1 септември 1893 г. до 1 септември 1915 г., когато си подава оставката поради болест, редовен професор, титуляр на катедрата по геометрия от 8 септември 1921 г. до самата си смърт на 19 февруари 1926 г.
Декан на Физико-математическия факултет през 1908/1909 г. Чел е лекции по аналитична геометрия, синтетична геометрия, дескриптивна геометрия, проективна геометрия, диференциална геометрия, висша геометрия, кинематика на пространството, теория на криви линии и повърхнини, алгебричен анализ, висша алгебра, диференциални изчисления, висша математика, методика на дескриптивната геометрия, геометрично чертане.
Има публикувани учебници по четените от него курсове и учебници по алгебра и геометрия за гимназиите.
Член-основател на Българското физико-математическо дружество (1898).
Личният му архив се съхранява във фонд 1969К в Централен държавен архив. Той се състои от 174 архивни единици от периода 1752 – 1976 г.